# Sutivan
Sutivan ist eine Gemeinde in Kroatien und gehört zur Gespanschaft Split-Dalmatien.

## Lage und Einwohner
Die Gemeinde Sutivan liegt auf der Insel Brač. Gegenüber von Sutivan befindet sich die Stadt Split. Das Gemeindegebiet umfasst 21,81 Quadratkilometer. Sutivan hatte zur Zeit der Volkszählung im Jahr 2021 eine Einwohnerzahl von 936 Einwohnern. Davon waren 471 (50,32 %) männlich und 465 (49,68 %) weiblich.
Durch die ganzjährig milden Temperaturen und der Lage am Meer ist der Tourismus eine Haupteinnahmequelle der Gemeinde. In den vergangenen Jahren hat Sutivan einen deutlichen Aufschwung erlebt. In der Sommerzeit zieht das Fischerdorf eine steigende Zahl an Touristen an, in den Wintermonaten hingegen ist es in der Gemeinde ruhiger. Einige der örtlichen Restaurants bleiben bis zur neuen Saison ganz geschlossen.
Auch die Landwirtschaft, insbesondere der Anbau von Zitruspflanzen und Olivenbäumen spielt eine wichtige Rolle. Auch die Fischerei spielt bis heute eine große Rolle in Sutivan. Im Oktober wird seit einigen Jahren das Fest des Tintenfisch-Fischens veranstaltet.

## Geschichte
Der Name Sutivan ist vom Namen der alten christlichen Basilika Sanctus Johannes abgeleitet. Slavisten leiten die Namen Sutivan und Supetar vom lateinischen sanctus ab, nicht vom slavischen bzw. kroatischen sveti.
Die Insel Brač ist bereits seit der Altzeit besiedelt. Historische Funde von Überresten römischer Landhäuser belegen eine Bebauung von Sutivan um das 3. Jahrhundert n. Chr. In den folgenden Jahrhunderten wurde Sutivan, sowie ganz Dalmatien, von den Römern beherrscht. Bis ins 5. Jahrhundert n. Chr. blieb Sutivan unter der Herrschaft des Weströmischen Reiches und wurde im Jahr 488 von Theoderich dem Großen erobert. Kaiser Justinian I. eroberte 555 die adriatische Küste und alle dalmatischen Inseln. Brač und so auch Sutivan blieben mehrere Jahrhunderte Teil des Byzantinischen Reichs. In der Zeit von 1102 bis 1278 stand die Insel unter starkem Einfluss des Königreichs Ungarn.

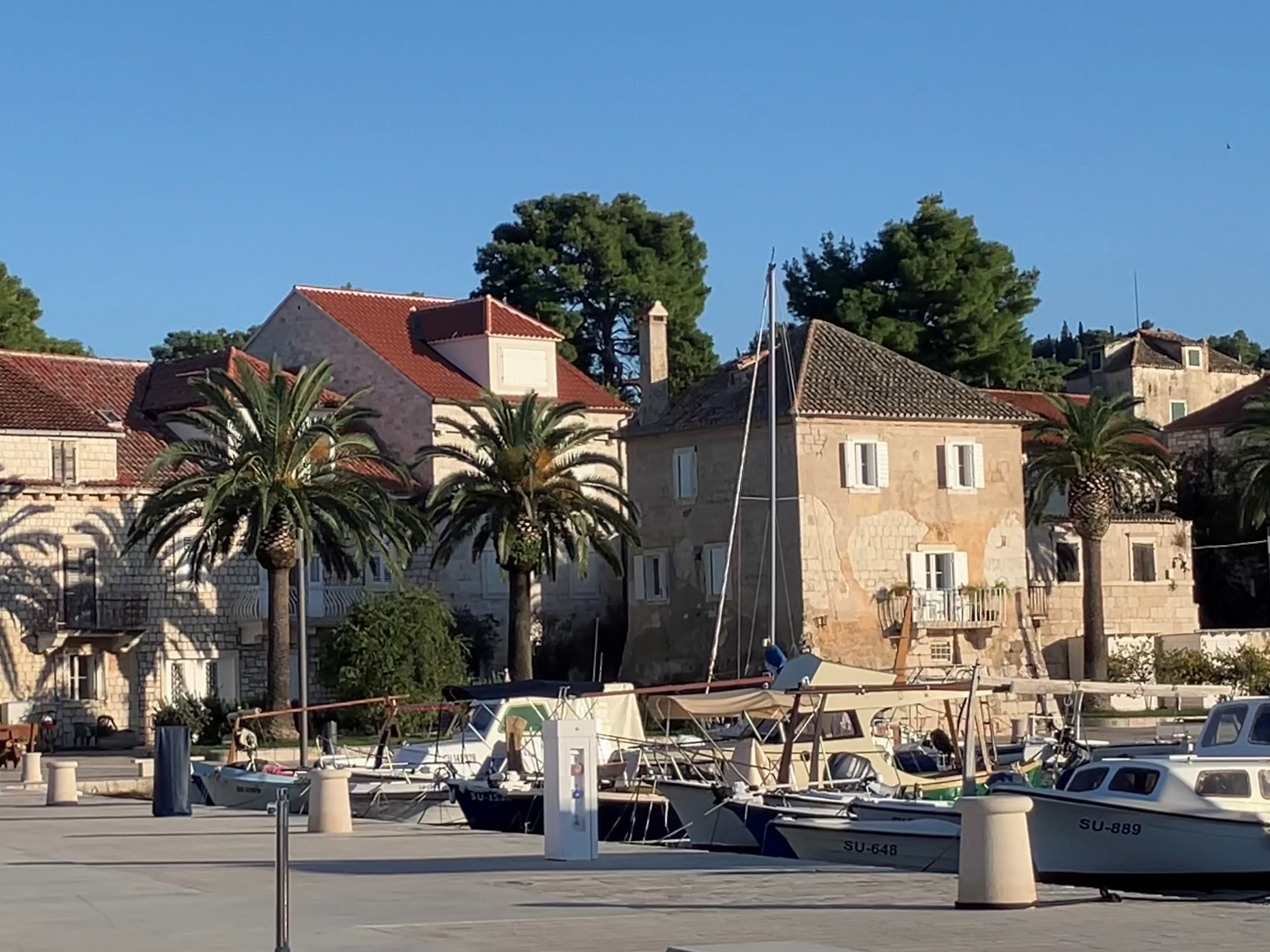
Wohnhaus in den Überresten der Burg (rechts) im Hafen

Während im 17. Jahrhundert noch rund 200 Menschen in Sutivan lebten, wuchs die Einwohnerzahl bis 1772 auf 700 an. Um sich vor Piratenangriffen in den venezianisch-osmanischen Kriegen zu schützen, wurde eine Burg im östlichen Teil des Hafens erbaut. Sie wurde von Janko Marijanović-Dražoević, genannt Graf Janko, am Meer errichtet. Die starken und abfallenden unteren Mauern dieser Burg aus dem 17. Jahrhundert wurden aus behauenen Steinen gebaut. Teile der ehemaligen Burg gehören heute zu einem Wohnhaus.
Am 17. November 1991 wurden in Golom Brdu bei Sutivan zwei kroatische Verteidiger des Heimatkrieges, Nikša Dragičević und Luka Martinić, getötet. 20 Jahre später wurde an derselben Stelle ein Denkmal für die kroatischen Verteidiger des Heimatkrieges aufgestellt, ein Werk der kroatischen Bildhauerin Lovra Jakšić. Es befindet sich an der Stelle, an der die beiden Verteidiger von Brač am selben Tag im Jahr 1991 starben. Die Enthüllung selbst ist Teil des Gedenkens an den 20. Jahrestag der Seeschlacht im Split-Tor und im Brač-Kanal, an der die Verteidiger der Inseln Brač und Šolta teilnahmen und bei der die kroatischen Streitkräfte einen Sieg errangen. Die besiegten Schiffe Jugoslawiens zogen sich zurück, sodass die kroatischen Streitkräfte die Seeblockade durchbrechen und einen Teil des kroatischen Meeres frei befahren konnten.
Die Architektur in Sutivan weist typische Merkmale der Region Dalmatiens auf, wie die Steinhäuser oder barocke Bauweisen aus dem 18. und 19. Jahrhundert. In den vergangenen Jahren hat die Gemeinde durch Renovierungen und den Ausbau zerfallener Häuser durch die österreichische Unternehmerin und ehemalige Politikerin Helena Ramsbacher einen Aufschwung erlebt. Das zunächst von Ramsbacher als Privatresidenz ausgebaute historische Steinhaus wurde später um weitere renovierte Häuser ergänzt und zum 5-Sterne Hotel Lemongarden ausgebaut.
Nahe des Hafens von Sutivan liegt ein römisches Schiffswrack aus dem 2. oder 3. Jahrhundert n. Chr. Das Wrack kann beim Tauchen oder Schnorcheln erkundet werden. Lokale Unternehmen bieten geführte Touren an.
Der Kirchturm der Stadt ist bekannt für seine angeblich nach einer Katze klingenden Glocke. Bewohnerinnen und Bewohner aus anderen Orten der Insel Brač grüßen die Einheimischen in Sutivan oft mit der Frage, ob sie noch immer eine Katze im Kirchturm halten würden. Seit 2019 ist auf einem Vorsprung am Kirchturm eine Statue einer Katze platziert, um der örtlichen Redewendung humoristisch zu begegnen.